# H2N2
Influenzavirus A subtipus H2N2 és un serotip del  virus de la grip, gènere Influenzavirus A, família Orthomyxoviridae. El virus H2N2 ha mutat al llarg del temps i ha donat lloc a diversos serotips que poden afectar tant a les persones com a les aus. Se sospita que aquest virus va ser el causant de la pandèmia de 1889, anomenada grip russa, va causar així mateix amb certesa l'epidèmia de 1956 originada a la Xina que es va conèixer com a grip asiàtica.